# Chalindrey
Chalindrey ist eine französische Gemeinde im Département Haute-Marne in der Region Grand Est. Sie gehört zum Arrondissement Langres und zum Kanton Chalindrey. In der Gemeinde leben 2.347 Einwohner (Stand: 1. Januar 2022) auf 20,05 km², die Calindriens und Calindriennes genannt werden.
Die Gemeinde erhielt 2022 die Auszeichnung „Drei Blumen“, die vom Conseil national des villes et villages fleuris (CNVVF) im Rahmen des jährlichen Wettbewerbs der blumengeschmückten Städte und Dörfer verliehen wird.

## Geografie
Chalindrey liegt etwa zwölf Kilometer südöstlich von Langres auf dem Plateau von Langres am Fluss Salon. Chalindrey ist ein Eisenbahnknotenpunkt. Insbesondere die Bahnstrecke Paris–Mulhouse führt durch die Gemeinde. Die Schienen führt die Gemeinde daher auch im Wappen.

## Sehenswürdigkeiten
- Bahnhof, Depot und Lokschuppen von Culmont-Chalindrey
- Fort du Cognelot (auch: Fort Vercingetorix), 1874–1877, als Reaktion auf den deutsch-französischen Krieg errichtet (seit 2011 als Monument historique eingeschrieben)
- Kirche Saint-Gengoulf
- Kapelle Notre-Dame-de-la-Paix
- Taubenturm aus dem 18. Jahrhundert, seit 1975 als Monument historique eingeschrieben

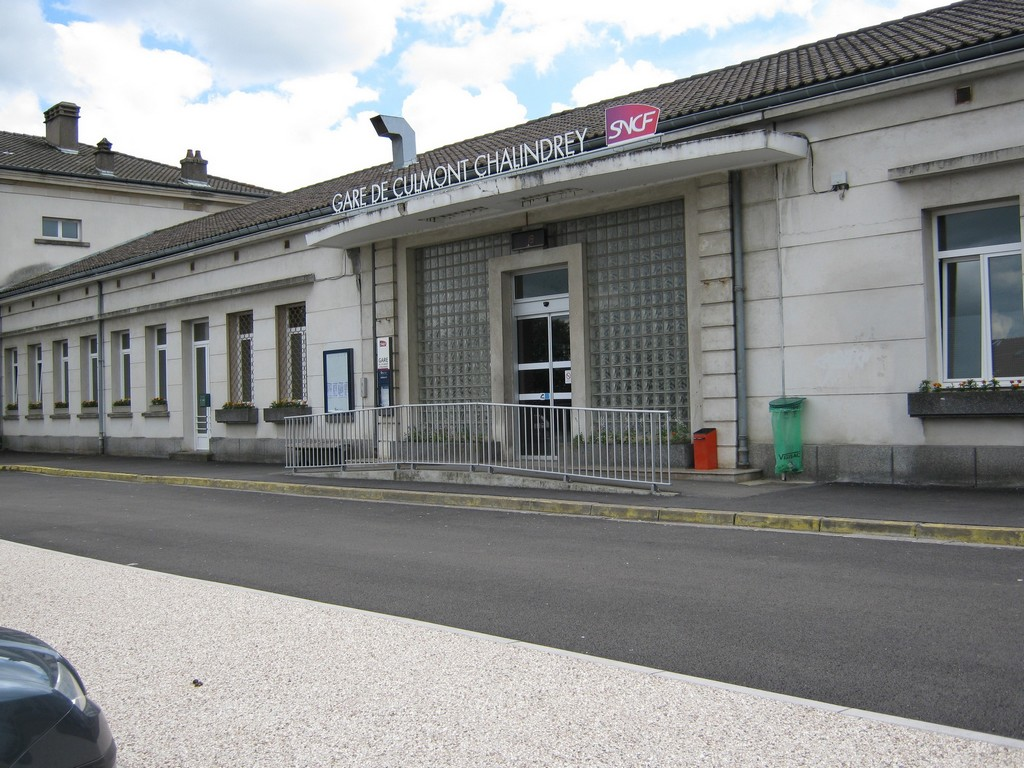
Bahnhof Culmont-Chalindrey
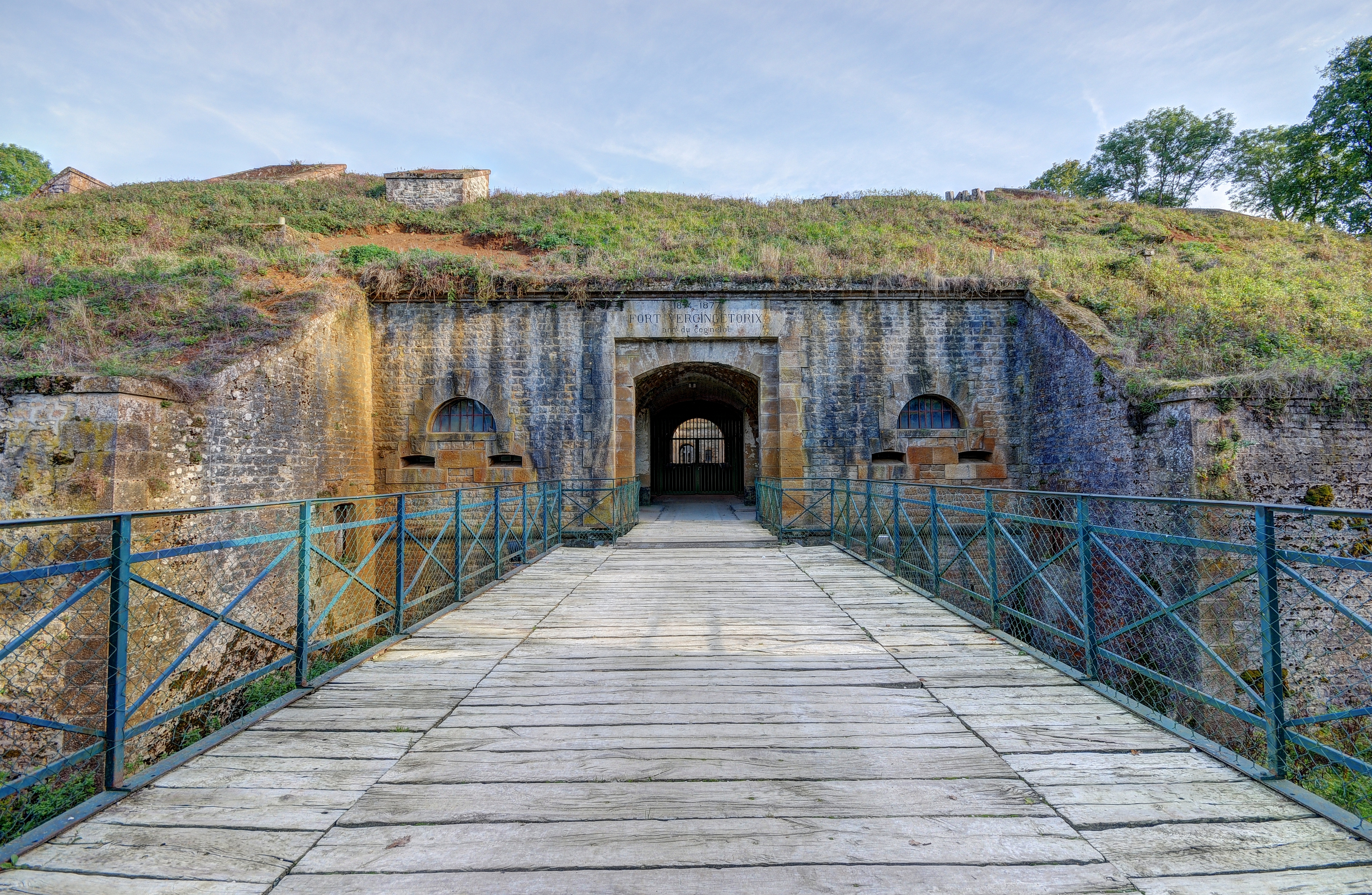
Fort du Cognelot
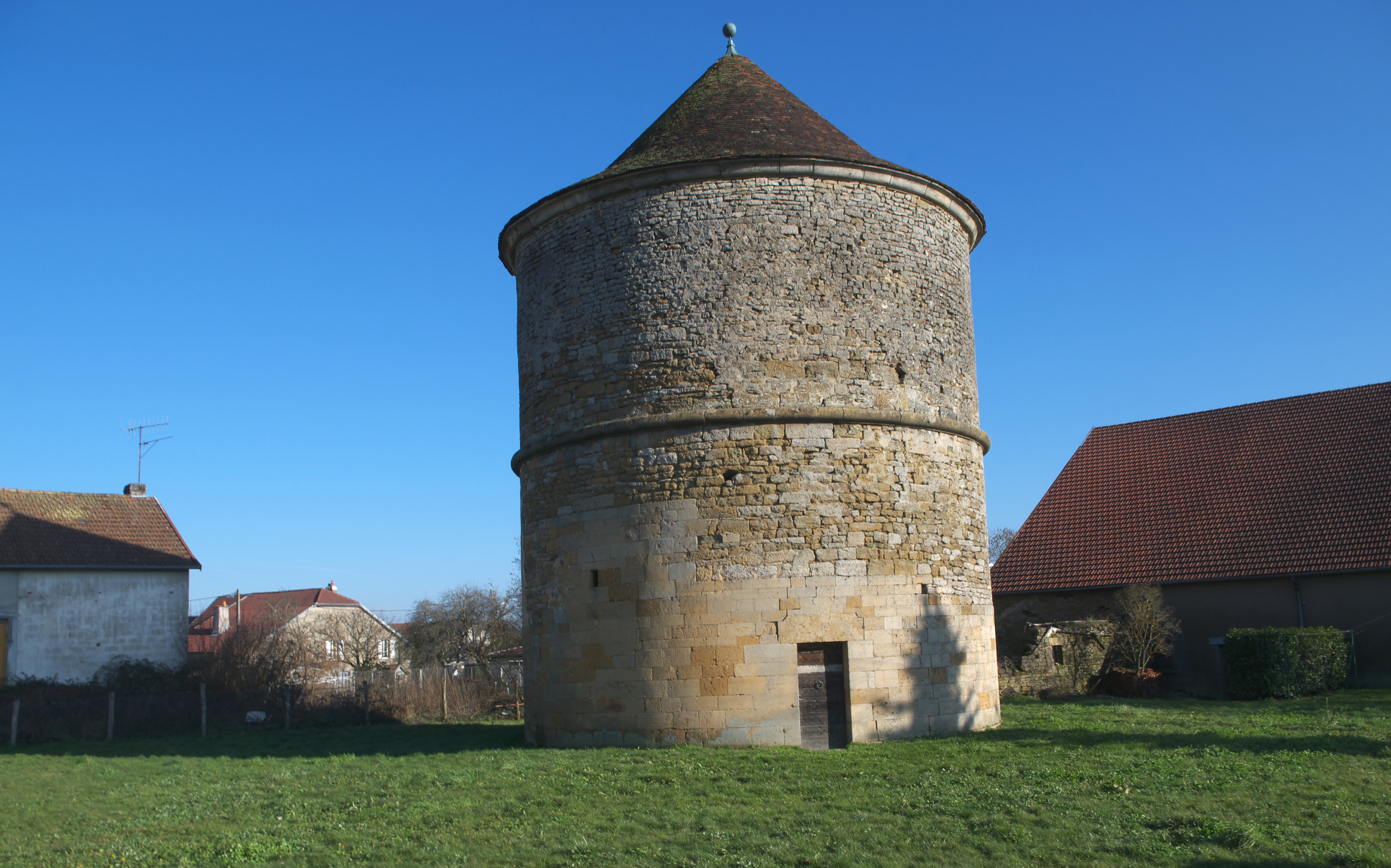
Taubenturm